# Edificio Generali
El Edificio Generali, antiguo Banco Vitalicio de España, es un edificio situado entre el Paseo de Gracia y la Gran Vía de las Cortes Catalanas en Barcelona (España), incluido en el Inventario del Patrimonio Arquitectónico de Cataluña. Fue uno de los primeros rascacielos de Barcelona, considerado como el edificio más alto de la ciudad hasta finales de los años 1960.

## Historia
Sus primeros planos datan de 1935, pero la guerra civil frenó su construcción. El conde de Gamazo invirtió en su construcción como nueva sede del Banco Vitalicio, en enero de 1950, en el solar hasta entonces ocupado por el Palacio de Samá.
Además del Banco Vitalicio, el edificio tenía espacios en los bajos para 22 locales, salas de espectáculos y un cine, todos relacionados entre sí gracias a la Galería Condal.
Desde 2009, el edificio pertenece al Grupo Generali. En 2017, la marca de ropa sueca H&M abrió aquí su tienda más grande en España, con 5.000 metros cuadrados distribuidos en cuatro plantas.

## Descripción

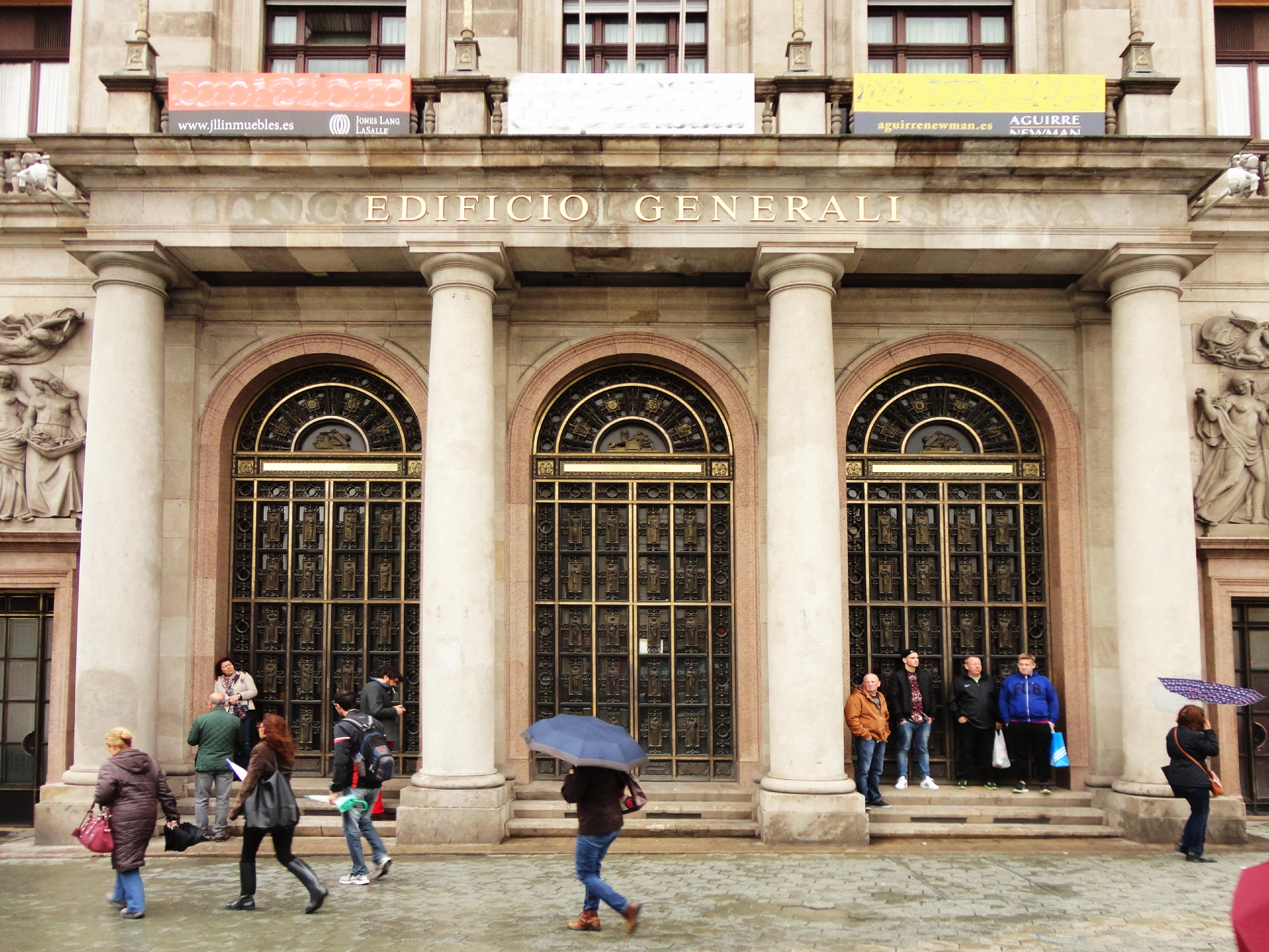
Entrada principal.

Se trata de un edificio de 21 plantas, formado por cuatro grandes cuerpos independientes. El cuerpo principal está ubicado en el chaflán y se trata de una torre que marca el acceso principal al edificio.
La estructura del edificio está construida de hormigón armado, lo cual da una sensación de uniformidad. La fachada está decorada con granito de Galicia y piedra de Montjuic. En altura, tiene una clara influencia de la Escuela de Chicago: las aperturas se distribuyen simétricamente por toda la fachada y tiene una base sobria a lo largo de toda la planta baja; concentra la única decoración en el acceso principal. Para darle más solemnidad, se colocaron unas columnas de orden clásico y se añadieron dos grupos escultóricos y estatuas como ornamentación.
En la planta baja, hay un pasaje con acceso desde el Paseo de Gracia o desde la Gran Vía de las Cortes Catalanas y conecta con la sala de espectáculos, además de dar acceso a los otros tres cuerpos. En el ángulo superior de este pasaje se encuentra un patio interior abierto, que provee a este espacio interior de luz natural.